# Boghos Bedros XI. Emanuelian
Boghos Bedros XI. Emanuelian, auch Paul Petrus XI. Emanuelian (* 16. Januar 1829 in Telerpen; † 18. April 1904), war der elfte armenisch-katholische Patriarch von Kilikien. Er war ein Philosoph und theologischer Autor.

## Leben
Boghos Emanuelian wurde am 26. August 1881 zum Bischof von Casarea (Kayseri) in Kappadokien ernannt. Am 24./26. Juli 1899 wählte ihn die Synode der armenisch-katholischen Kirche zum Patriarchen von Kilikien. Papst Leo XIII. (1878–1903) bestätigte ihn im Amt. 
Bedros XI. weihte seinen Nachfolger Boghos Bedros XII. Sabbaghian zum Bischof von Iskanderiya in Ägypten. Patriarch Bedros XI. hatte zwei weitere Bischofsämter inne, er war von 1899 bis 1904 auch Erzbischof von Konstantinopel und Apostolischer Administrator der Eparchie Ispahan im Iran. In die Geschichte der Armenisch-katholischen Patriarchen ging Bedros XI. als ein „philosophischer Patriarch“ ein. Praktisch stand er dem politischen und nationalen Leben nicht sehr nahe. Er war mehr Philosoph, Theologe und Autor.